# Busdorfkerk

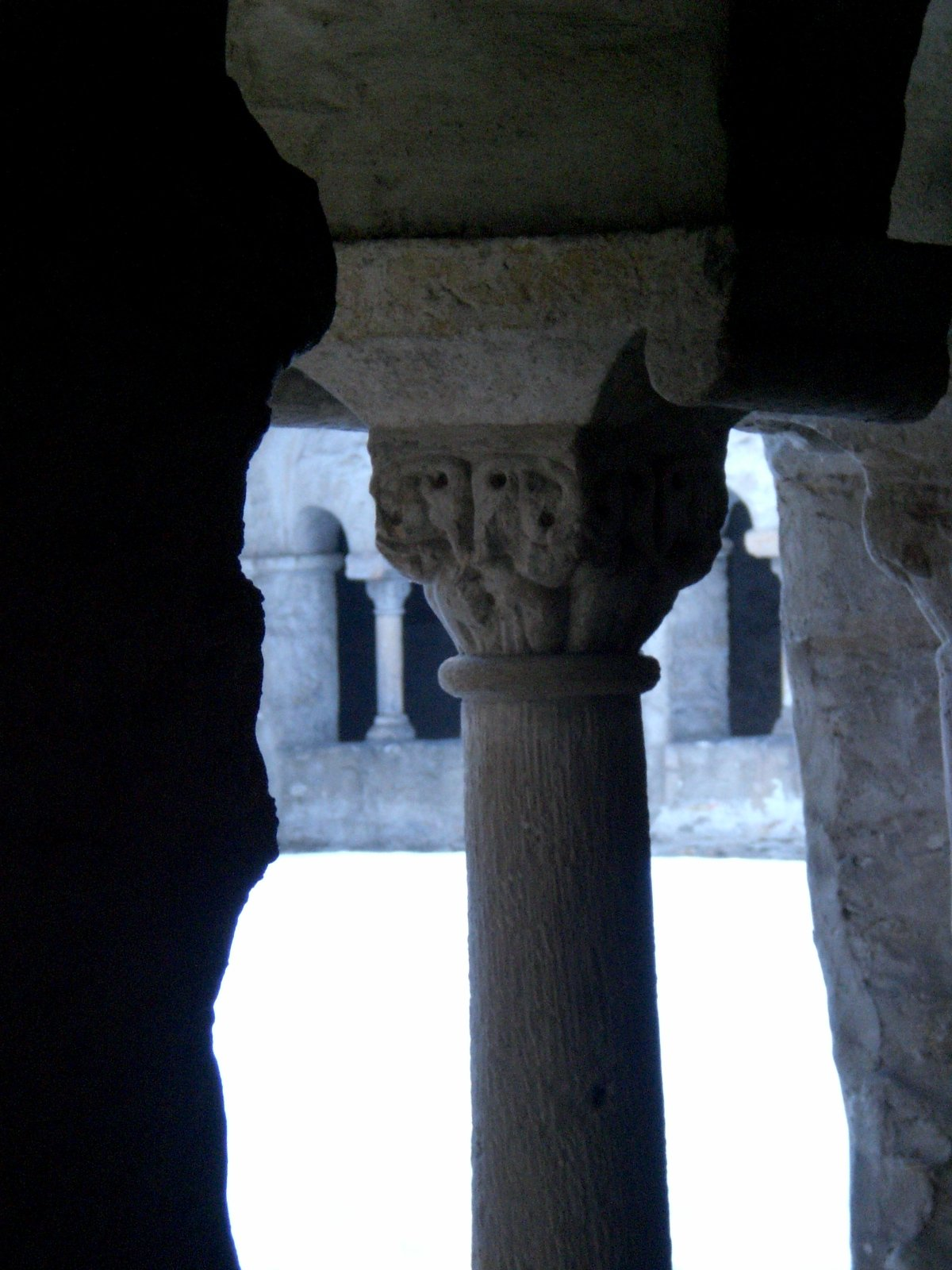
De romaanse kruisgang van het vroegere stift.

De Busdorfkerk is een kerk in de Duitse stad Paderborn die het restant vormt van het Stift Busdorf, een rond 1035 gesticht kapittel. Destijds lagen kerk en stift buiten de stad. In de loop van de 11e/12e eeuw kwamen zij door stadsuitbreiding binnen Paderborn te liggen.
De kerk was oorspronkelijk gebaseerd op de Heilig Grafkerk in Jeruzalem.

## Geschiedenis
Nadat Meinwerk in 1009 tot bisschop van Paderborn was benoemd, bemoeide hij zich nadrukkelijk met de verbetering van het verarmde bisdom. Daarbij investeerde hij een groot deel van zijn persoonlijke bezittingen.
Hij liet de domkerk vernieuwen, die in 1015 werd ingewijd, en stichtte in 1014 het klooster Abdinghof in Paderborn.
Tegen het einde van zijn leven stichtte Meinwerk het stift Busdorf, een wereldlijk kapittel. In mei 1036 wijdde hij de kapittelkerk aan Sint-Pieter en Sint-Andreas in bijzijn van keizer Koenraad II. Hij doteerde het stift rijk met bezittingen en tienden, waaronder in het huidige Nederland een hof te Delden.
Rond het stift gold immuniteit, de stadsrechtspraak had er geen jurisdictie. Een maand later overleed Meinwerk.
De eerste abt was Wino van Helmarshausen. In opdracht van Meinwerk had hij van een bedevaart naar Jeruzalem de maten van de Heilig Grafkerk meegenomen.
Ondanks de Reformatie bleef het stift rooms-katholiek, hoewel enkele pastoors van Busdorf naar het lutheranisme overgingen. Ten gevolge van de Säkularisation (onteigening van kloosters en kapittels) van 1803-1806 werd het stift opgeheven; de kapittelkerk werd een gewone kerk. Vanaf 1817 tot 1863 werd de kerk gebruikt door de lutherse gemeente te Paderborn die daar sinds 1802 bestond. Sinds 1998 behoort de kerk tot het binnenstadspastoraat Sint-Liborius.

## De Busdorfkerk

### Architectuur
Oorspronkelijk was de kerk een achthoekige centraalbouw met in kruisvorm vier aangebouwde vleugels, gebaseerd op de Heilig Grafkerk in Jeruzalem. Van deze kerk zijn alleen de westvleugel en de twee ronde torens die de westgevel flankeerden bewaard gebleven. Al tussen 1060-1071 werd de kerk uitgebreid met een basilicaal schip waarbij een groot deel van de centraalbouw werd afgebroken.
In 1289 brandde de kerk af waarop zij aan het eind van de dertiende/begin van de veertiende eeuw weer werd opgebouwd. Het huidige drieschepige schip stamt uit deze tijd. Het westelijke hoofdportaal werd rond 1400 gebouwd. Uitbreiding van de westtoren en het zijschip gebeurde in laatgotische stijl. Het onderste deel van de toren stamt uit de twaalfde eeuw en is romaans, de derde geleding en de topgevels zijn in gotische stijl. Een verbouwing in 1629 gaf de toren zijn huidige vorm door verandering van de torenspits.
De voorhal met het barokke portaal werd in 1667 door Ambrosius van Oelde gebouwd tijdens de ambtsperiode van bisschop van Ferdinand von Fürstenberg.
Het herstel van de schade die tijdens de Tweede Wereldoorlog was ontstaan werd in 1953 voltooid met een herinrichting van het interieur. De lichtgrijze kleur waarin het schip na de oorlog geschilderd was werd in 1984 vervangen door de oorspronkelijke polychromie.

### Interieur
In de kerk bevinden zich verscheidene bezienswaardigheden zoals een zevenarmige kroonluchter en een houten crucifix uit ongeveer 1280. De kerk bezit een laatgotisch sacramentshuisje en een doopvont uit dezelfde tijd. Er zijn grafzerken uit de vijftiende tot de achttiende eeuw
Nadat bisschop Meinwerk op 5 juni 1036 overleden was, werd hij begraven in de kapel van het klooster Abdinghof. Toen dat klooster in 1810 werd opgeheven, werd zijn sarcofaag overgebracht naar de Busdorfkerk, waar deze zich nog steeds in het koor bevindt.
Wel werd in 1936 ter gelegenheid van het 900-jarig overlijden van Meinwerk een deel van zijn gebeente weggehaald om te worden bijgezet in de crypte van de Dom van Paderborn, waar het rust onder het deksel van de sarcofaag waarop Meinwerk staat afgebeeld. De sarcofaag zelf die in de Busdorfkerk bleef heeft nu een eenvoudige dekplaat.

## Resten van het stift
Naast de kerk is van het vroegere stift ook de romaanse kruisgang bewaard gebleven. Deze bevindt zich ten zuidoosten van de kerk.

## Bron
- Dit artikel of een eerdere versie ervan is een (gedeeltelijke) vertaling van het artikel Busdorfkirche op de Duitstalige Wikipedia, dat onder de licentie Creative Commons Naamsvermelding/Gelijk delen valt. Zie de bewerkingsgeschiedenis aldaar.